# Тасманов ледник
Тасманов ледник је највећи ледник на Новом Зеланду, дужине 29 км. Широк је до 4 км, а дубок 600 м. Спушта се са Новозеландских Алпа на Јужном острву, према Мекензијевом басену. Од вода Тасмановог ледника на његовом завршетку, настало је Тасманово језеро у терминалном басену. Језеро није постојало пре 1973. године, а његова површина се све више повећава од 1990-их, док се ледник топи, односно полако нестаје.